# Патагония

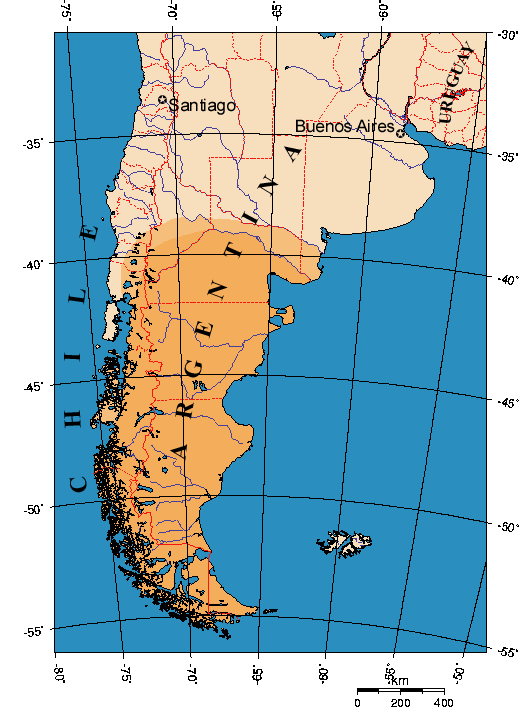
Наиболее часто используемая версия границ Патагонии (выделена оранжевым).

Патаго́ния (исп. Patagonia) — географический регион в южной части Южной Америки, расположенный к югу от рек Рио-Колорадо (по другой версии — Рио-Негро и Лимай) в Аргентине и Био-Био в Чили, хотя полностью точного определения не существует. Иногда к Патагонии причисляют и Огненную Землю.
Патагония расположена в Аргентине и Чили, включает горы Анды на западе и юге, а также плато и низкие равнины на востоке.

## Этимология
Название «Патагония» происходит от слова patagón, использовавшегося Магелланом для описания коренных жителей, которые в представлении его экспедиции были гигантами. Теперь считается, что средний рост теуэльче, живших в то время в Патагонии, составлял около 1,80 м, что гораздо больше, чем средний рост испанцев того времени — 1,65 м. Согласно другой версии, местные жители носили на ногах большемерные мокасины из звериных шкур, за что Магеллан называл их patagone, что обозначало лапа-нога, иными словами «лапоногие».
Аргентинский художник Мигель Доура предположил, что название «Патагония» происходит от древнегреческого региона современной Турции, называемого Пафлагонией.

## Физико-географические сведения

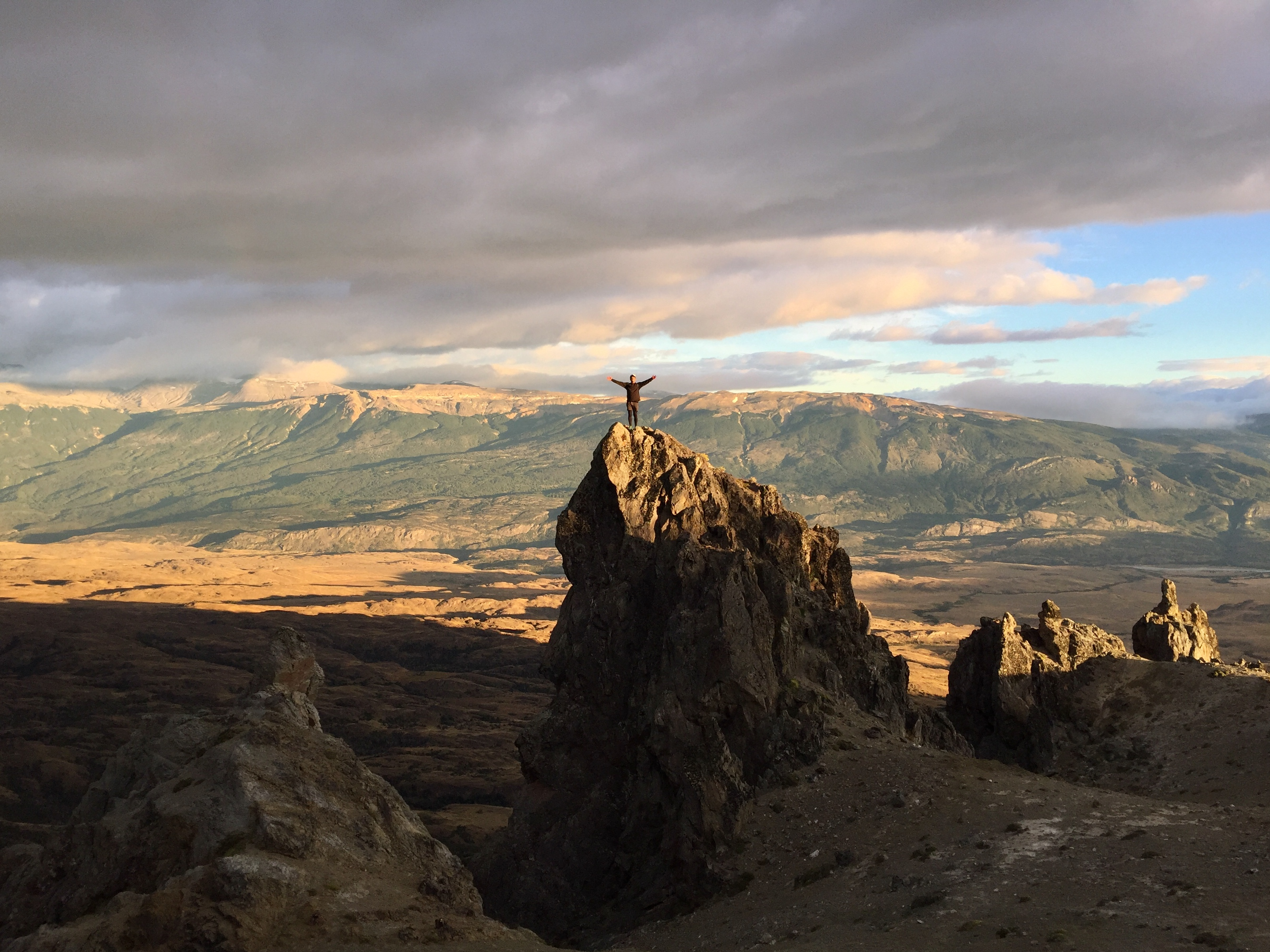
Возвышенности Патагонии (Чили)

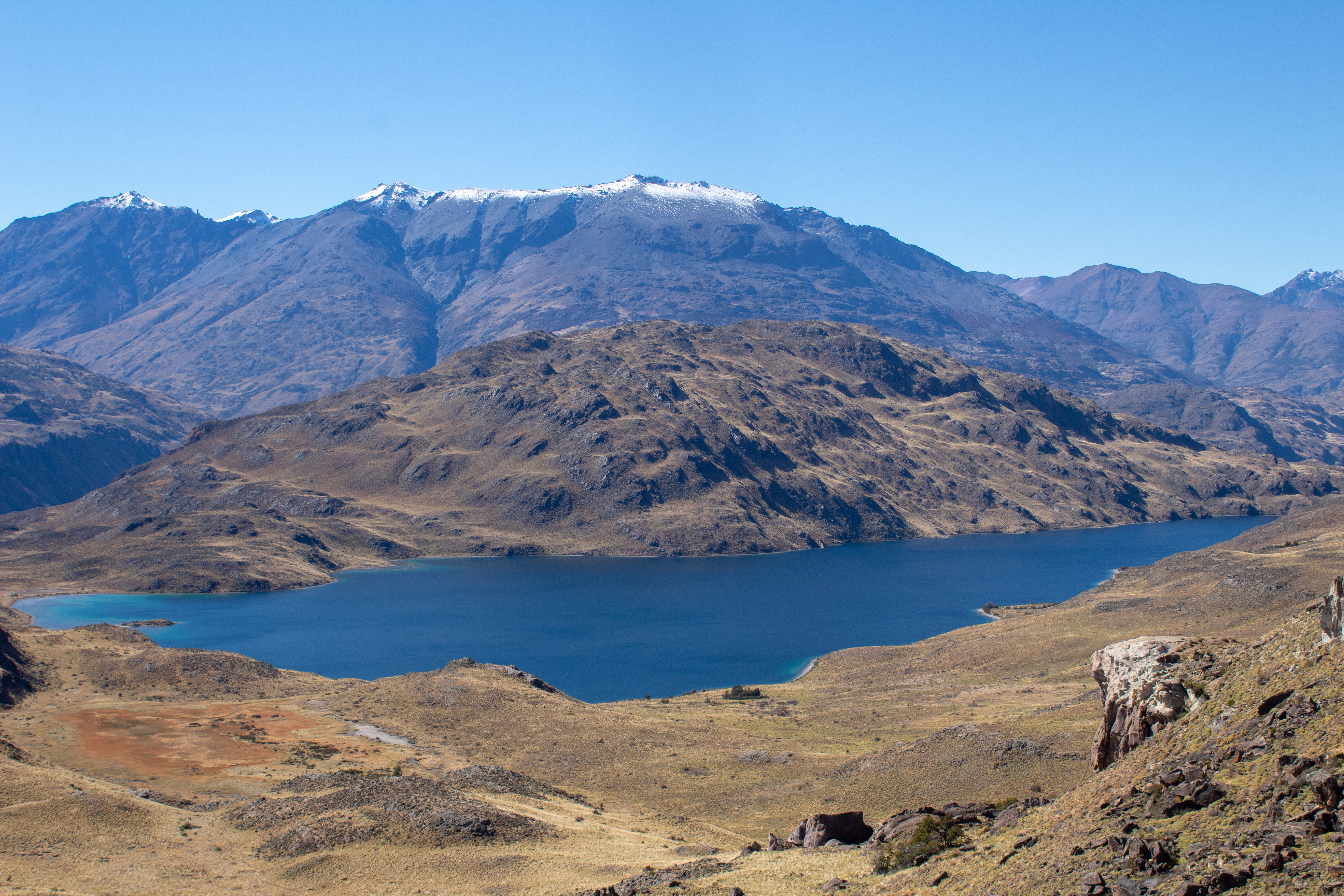
Озеро в Патагонии

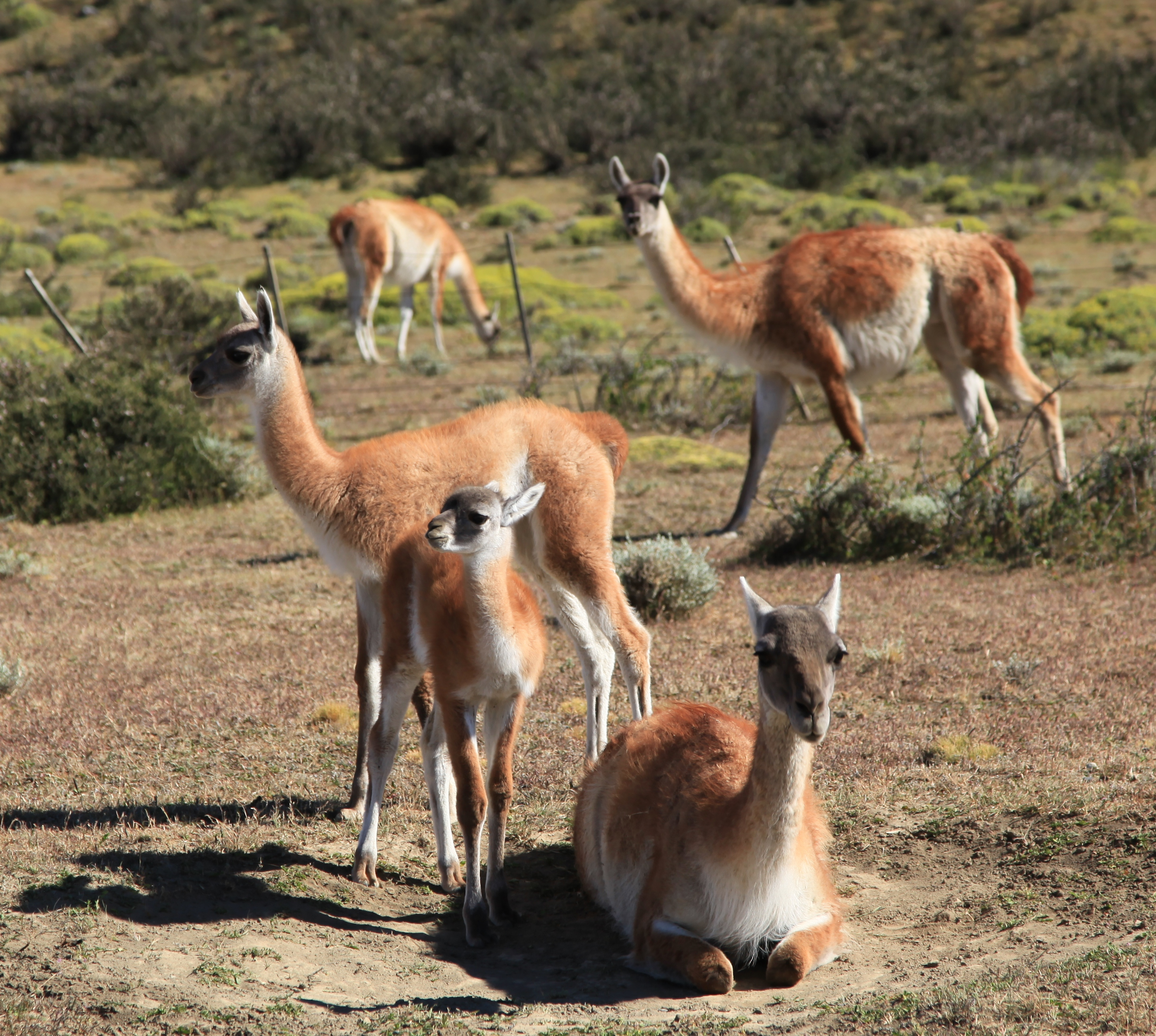
Гуанако

Это единственный район на Земле с пустыней в восточной части вне тропического пояса. Обусловлено это тем, что все осадки в Андах являются орографическими — конденсируются и выпадают при подъёме воздушных масс, обтекающих горы.

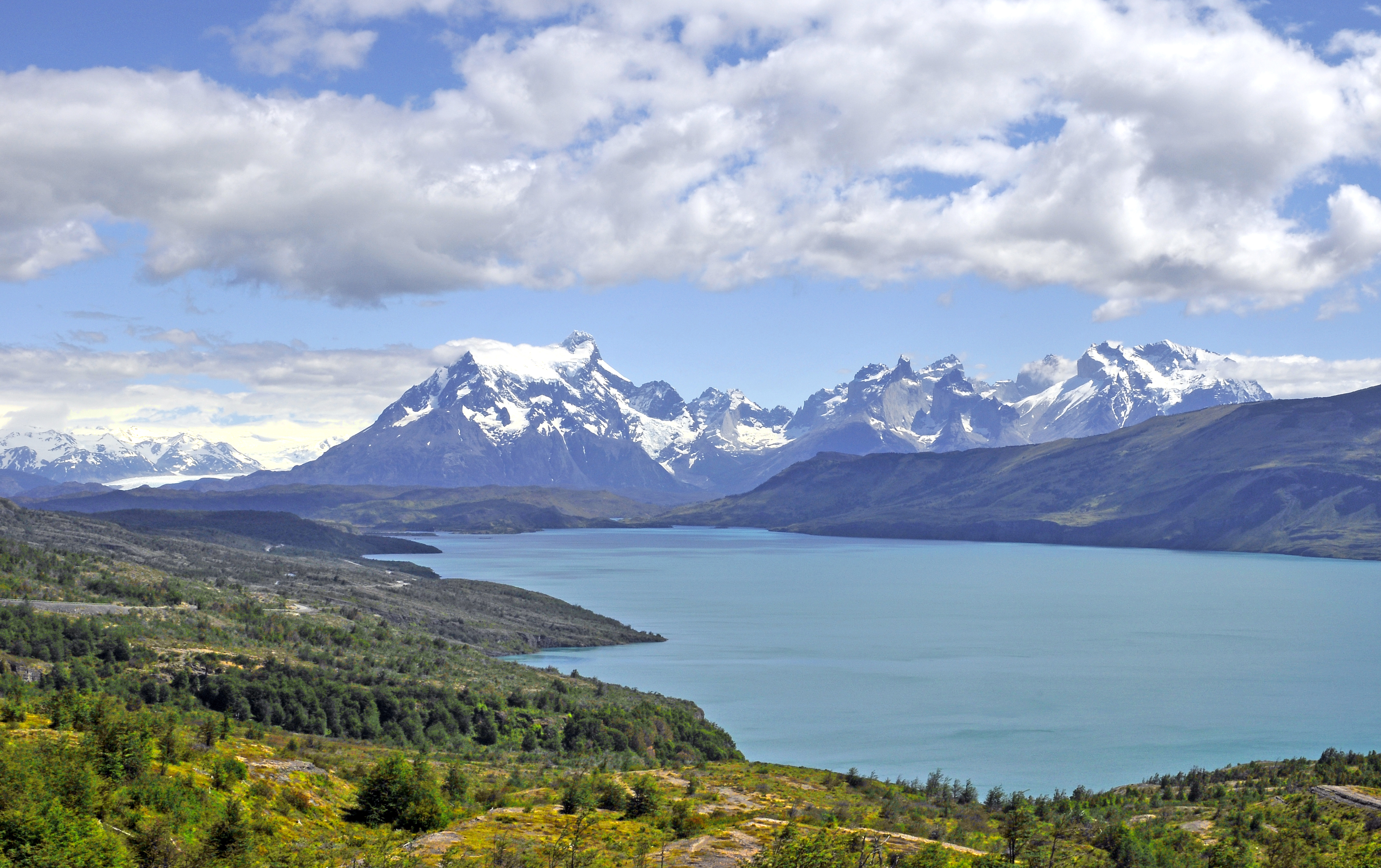
Озеро Торо

Природный профиль Патагонии — степные равнины, так называемые пампасы. Чилийская часть Патагонии отличается влажным, прохладным климатом. Аргентинская часть весьма засушливая, так как большинство осадков, идущих с запада, останавливаются над Андами. Характерны постоянные сильные ветра.
Представителями патагонской фауны являются пумы, гуанако, нанду и кондоры. Многочисленные озёра Патагонии — родина фламинго и других водных птиц. Растительность скудная.

## История
В XIX веке ни одно государство не контролировало всю территорию Патагонии. Чили и Аргентина оспаривали территорию и в 1881 году подписали договор о границе. До колонизации эту территорию населяли индейцы, но из-за тяжёлых природных условий они существенно отстали в развитии не только от европейцев, но и от других индейцев Америки. В течение XVI—XVIII веков коренное население (теуэльче и др.) было покорено арауканами и перешло на язык мапудунгун (что получило название «арауканизация»). В XIX веке в Патагонии появились мигранты из Уэльса (Y Wladfa Gymreig), в результате чего некоторые индейцы освоили валлийский язык для торговли с ними. В конце XIX — начале XX вв. в Патагонии поселились тысячи итальянцев, шотландцев, хорватов, немцев, швейцарцев, голландцев. Валлийский — язык, на котором говорят в части аргентинской Патагонии в качестве второго языка, и в этих районах он является вторым по распространённости после кастильского.
Отсутствие достаточного количества пищи существенно ограничивало рост населения. До окончательного захвата европейцами индейское население всё же пыталось создавать подобия государств (например, Конфедерация Салинас Грандес). Низкий уровень развития патагонских индейцев подробно описал в своих книгах Чарльз Дарвин. По договору, заключенному между Чили и Аргентиной, Патагония была разделена вдоль оси Анд до 52° ю. ш.
Аргентинская часть Патагонии делится на 4 провинции: Неукен, Рио-Негро, Чубут и Санта-Крус.
Чилийская часть охватывает южную часть области Лос-Лагос, континентальные части областей Айсен-дель-Хенераль-Карлос-Ибаньес-дель-Кампо и Магальянес-и-ла-Антарктика-Чилена.

## Население
Патагония заселена очень скудно — средняя плотность населения составляет примерно 2 жителя на 1 квадратный км. Большая часть населения сосредоточена на севере Патагонии. Крупнейший город региона — Неукен (230 тыс. человек).

## Экономика
Туризм стал в Патагонии главным источником доходов — по крайней мере, в чилийской её части. К значимым туристическим объектам относятся чилийский национальный парк Торрес-дель-Пайне, а также национальный парк Лос Гласиарес в аргентинской части. Последний был занесён в список природного наследия ЮНЕСКО в 1981 году и зачастую привлекает внимание зрелищными расколами ледника Перито-Морено. В национальном парке «Торрес-дель-Пайне» в 2003 году было отмечено более 80 тысяч посетителей. Пик посещаемости приходится на ноябрь — февраль, когда в Южном полушарии лето. «Лос Гласиарес» посещают ещё больше людей, хотя многие из них местные.
Другой важный источник доходов в аргентинской части — разведение овец. В период между 1930 и 1970 годом продажа шерсти была очень доходной, но в итоге цена упала и многие местные крестьяне (га́учо) были вынуждены оставить свои фермы, однако с тех пор многие богатые предприниматели скупили и обновили фермы, а цена на шерсть поднялась в восемь раз.
Берега Патагонии перспективны для освоения энергии морских волн, высота которых здесь достигает 8-9 метров. Залив Сан-Хосе обладает мощным потенциалом гидроэнергии, имеется проект строительства одноимённой приливной электростанции.